# Pfarrkirche Wilhelmsburg

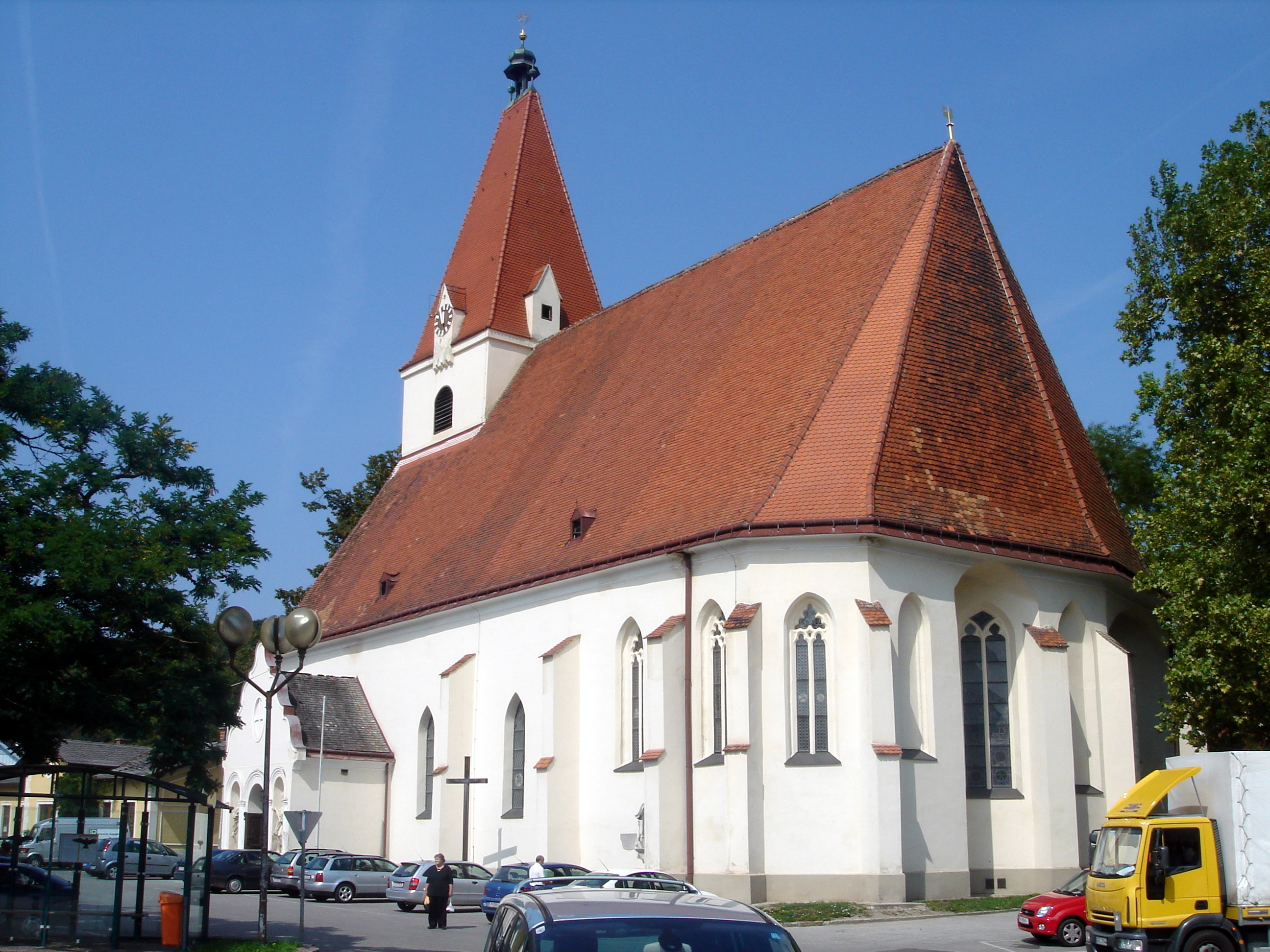
Katholische Pfarrkirche hl. Stephanus in Wilhelmsburg

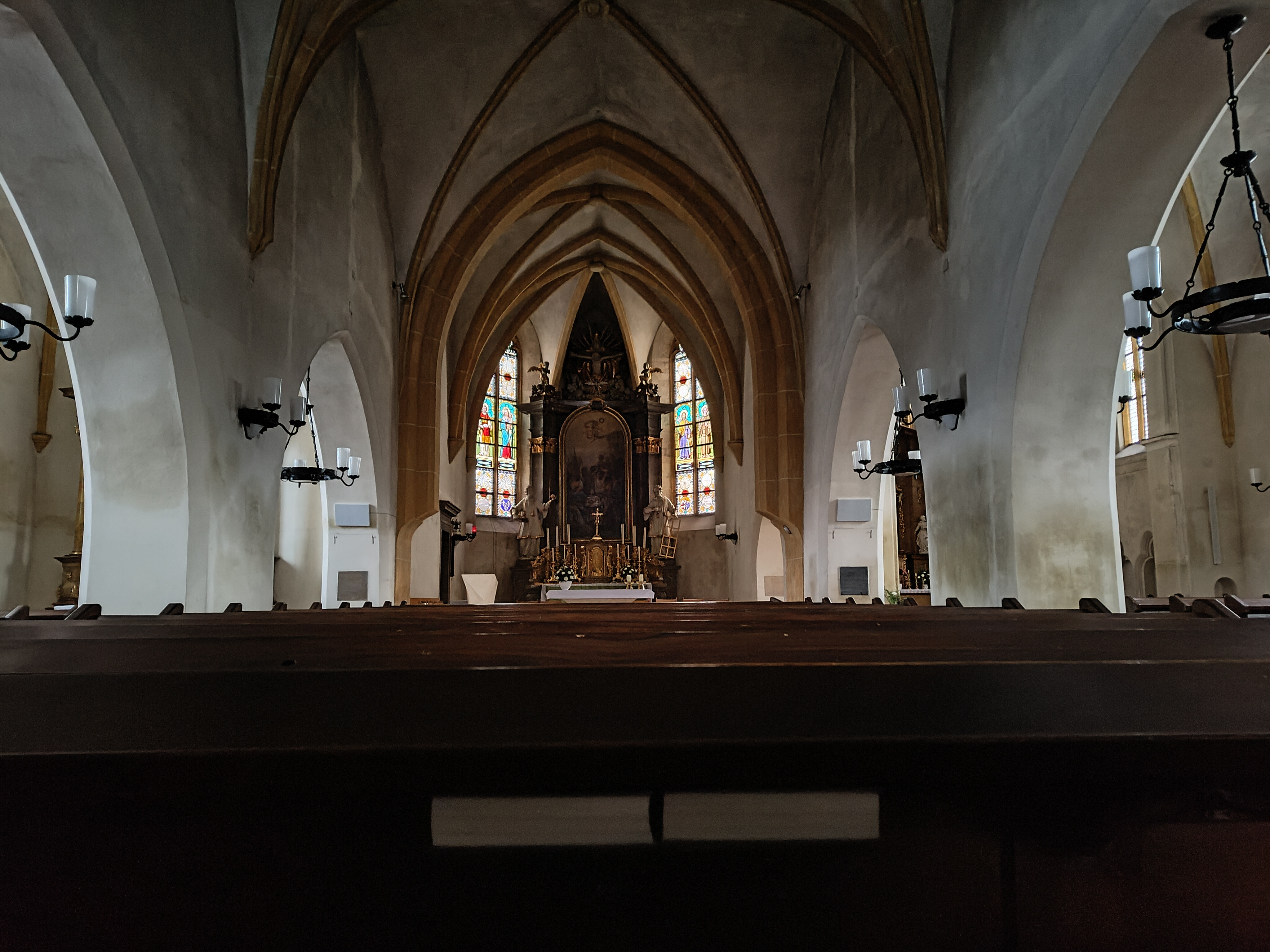
Innenansicht

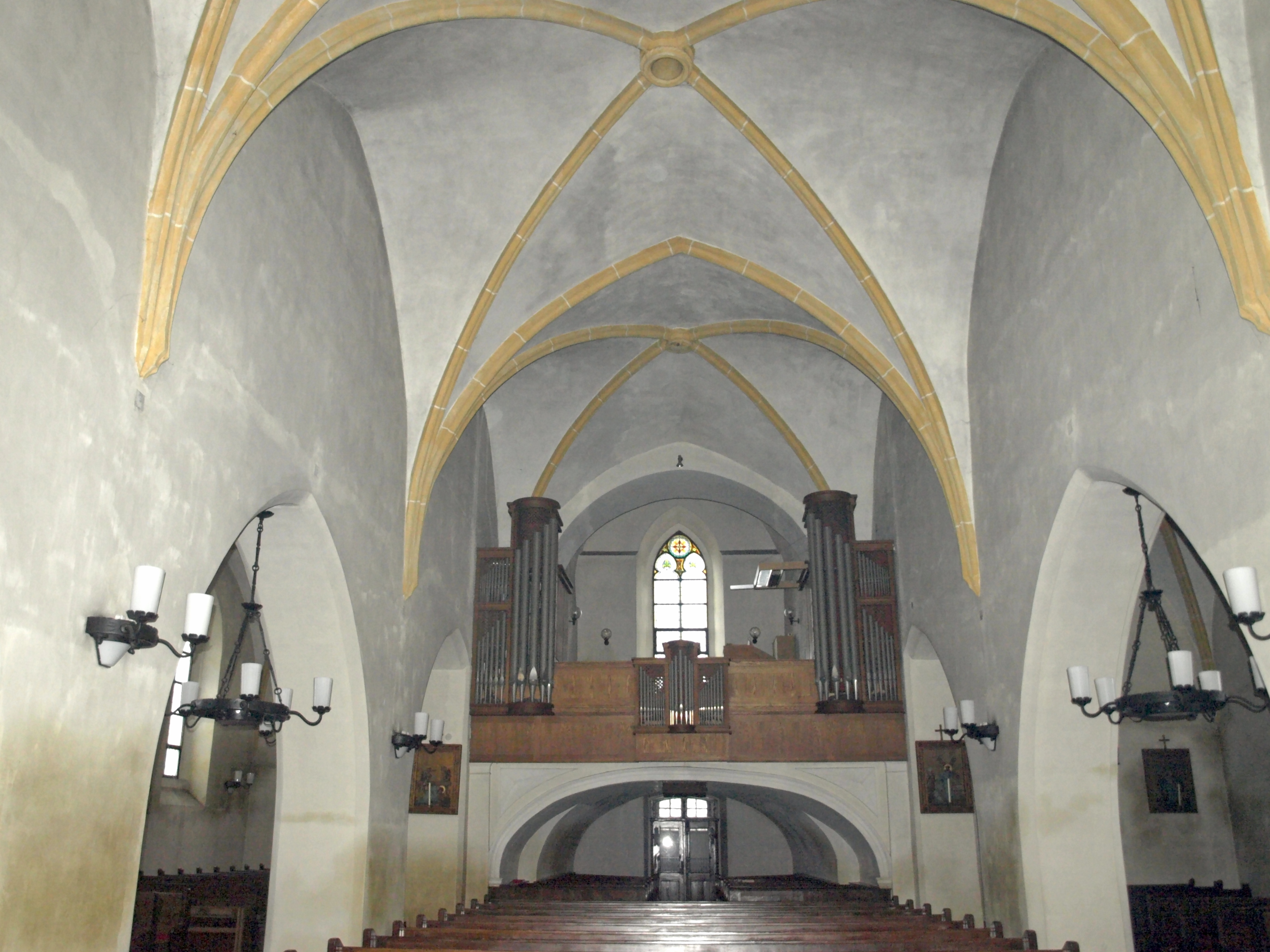
Mittelschiff, Blick zur Empore

Die römisch-katholische Pfarrkirche Wilhelmsburg steht im nördlichen Bereich des Hauptplatzes der Stadtgemeinde Wilhelmsburg im Bezirk St. Pölten-Land in Niederösterreich. Die dem Patrozinium des Heiligen Stephanus unterstellte Pfarrkirche gehört zum Dekanat Lilienfeld in der Diözese St. Pölten. Die Kirche steht unter Denkmalschutz (Listeneintrag).

## Geschichte
Die Urpfarre entstand im 11. Jahrhundert und ging 1209 an das Stift Lilienfeld und wurde 1330 inkorporiert. 1457 war ein Kirchenbrand. Von 1955 bis 1958 wurde die Kirche restauriert.

## Architektur
Aus Erweiterungsbauten des frühen 14. und des 15. Jahrhunderts entstand mit einem romanischen Kern eine gotische Pseudobasilika mit einem niedrigen westlichen Giebelturm.
Das Kirchenäußere zeigt einen breit gelagerten Kirchenbau, die Westfront zeigt das Langhaus mit auf verschiedenen Höhen ansetzenden Seitenschiffen und Strebepfeilern unter einem vereinheitlichenden Walmdach mit abgeschrägten Ecken, zweibahnigen Maßwerkfenstern mit Dreipass- und Kleeblattformen, die in unterschiedlichen Höhen gesetzt und teils vermauert sind. Die unterschiedlichen Chorschlüsse der drei Schiffe schließen im Osten auf fast gleicher Höhe, die Polygone sind mit einem Bogen verbunden. Nordseitig steht am ersten Westjoch ein barocker Portalvorbau mit einem zusammengesetzten Giebel, daneben steht ein schmaler Rundturm mit einer Spindeltreppe, das Sakristeiportal entstand 1740. Südseitig gibt es einen barocken Portalvorbau mit einem mehrfach geschweiften Blendgiebel, der Eingang ist flankiert von Nischen mit den Statuen der Heiligen Maria Immaculata und Johannes Nepomuk aus der ersten Hälfte des 18. Jahrhunderts. Vom Giebelturm ist nur das Glockengeschoß mit dem Keildach, Dacherkern und der aufgesetzte Herzoghut sichtbar.
Das Kircheninnere zeigt ein dreischiffiges Langhaus mit einem leicht erhöhten im Kern romanischen dreijochigen Mittelschiff wohl nach einem Brand 1457 mit Kreuzrippen und reliefierten Schlusssteinen gewölbt, mit jeweils drei spitzbogigen Pfeilerarkaden zu den Seitenschiffen bzw. im Westen zum Turmerdgeschoß geöffnet. Die barocke Orgelempore ist tonnenunterwölbt. Das südliche vierjochige Seitenschiff wurde zeitgleich mit dem Mittelschiff kreuzrippengewölbt. Das nördliche dreijochige Seitenschiff im Kern wohl aus dem 14. Jahrhundert hat Kreuzrippengewölbe auf Konsolen und einen geraden Schluss. Der Triumphbogen ist spitzbogig. Der einjochige Hauptchor mit einem Fünfachtelschluss hat ein Kreuzrippengewölbe mit Keilrippen auf Pyramidenkonsolen um 1300. Der südliche abgesetzte Seitenchor ist eine ehemalige Kapelle aus dem 14. Jahrhundert, einjochig mit einem Fünfachtelschluss mit einem Kreuzrippengewölbe mit kantig gekehlten Rippen auf Bündeldiensten und reliefierten Schlusssteinen, einmal mit Lamm Gottes, in der Apsis und in der Südwand befinden sich kleeblattbogige Sessionsnischen. Nördlich am Hauptchor steht ein zweijochiger kreuzrippengewölbter Sakristeianbau mit einem Portalgewände aus 1663.
Die Glasmalereien zeigen südseitig in drei Fenstern Medaillons um 1400 wohl aus der Marienkapelle die Heiligen Markus mit drei Halbfiguren, segnender Christus mit Johannes Evangelist und Maria mit Kind. Zwei Fenster im Hauptchor mit jeweils zwei Heiligen entstanden 1913.

## Einrichtung
Der Hochaltar als Pfeilerretabel mit schwarzem Türnitzer Marmor trägt einen reich ornamentierten Tabernakel aus der Mitte des 18. Jahrhunderts, der Hochaltar zeigt auf dem Altarblatt die Steinigung des hl. Stephanus, von Johann Schindler 1832 gemalt, und trägt die Statuen der Heiligen Stephanus und Laurentius sowie im Auszug die Plastik Gnadenstuhl.
Die Kreuzwegreliefs schuf Ludwig Linzinger 1906.
Die Orgel baute Orgelbau M. Walcker-Mayer 1973. Die Glocken wurden 1953 gegossen.

## Grabdenkmäler
Außen
- Zwei desolate Platten zeigen Hügelkreuze, gekielte Kleeblattbögen und Inschriften, beide aus dem Anfang des 14. Jahrhunderts.
- Grabsteine zu Christina von Oed 1793, Johannes Doninger 1646, Maria Anna Fritz 1775.
- Ein Epitaph zu Anna Maria Adel 1768.

Innen
- Grabsteine zu Johann Peter Winterneisen 1778, zu P. Placidus Perlincour 1760, zu Maria Anna Hintermayer 1771, zu Julia Gastögger 1770, zu Petrus Gerersdorfer 17. Jahrhundert.